# رناتو مویکانو
رناتو مویکانو (انگلیسی: Renato Moicano؛ زادهٔ ۲۱ مهٔ ۱۹۸۹) ورزشکار هنرهای رزمی ترکیبی اهل برزیل است. وی از سال ۲۰۱۰ میلادی تاکنون مشغول فعالیت بوده‌است.